# 헤임스크링글라

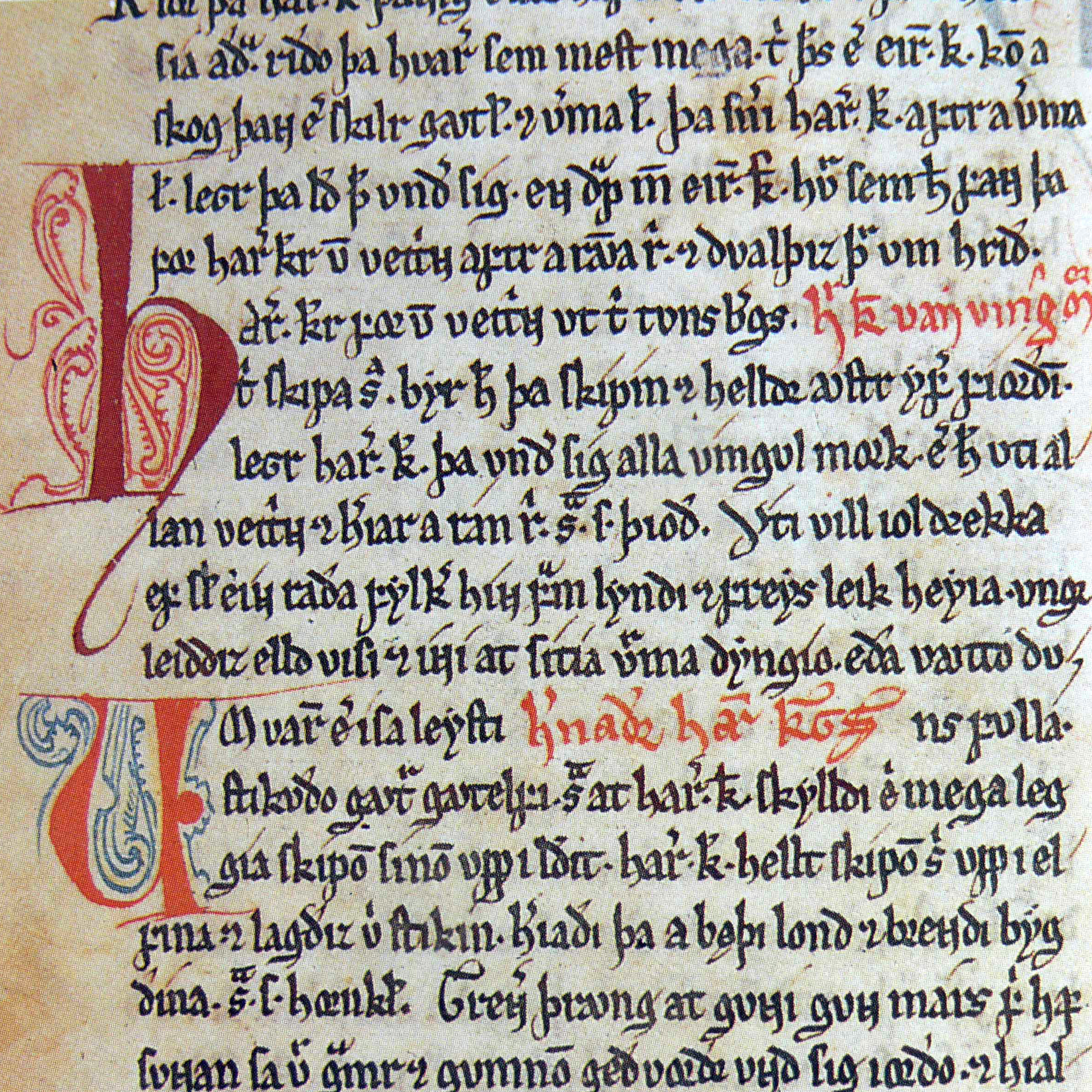

《헤임스크링글라》(고대 노르드어: Heimskringla [ˈheimsˌkʰriŋla])는 아이슬란드의 시인이자 역사가인 스노리 스투를루손이 1230년경 고대 노르드어로 집필한 사가의 묶음을 이른다. '헤임스크링글라 '는 Kringla heimsins, 즉 "세계의 운행"이라는 뜻이다.
초기 노르웨이 왕들에 대한 전설과 역사를 다뤘다. 첫 부분은 북유럽 신화에 나오는 오딘 등의 신들이 동방으로부터 와서 스칸디나비아에 정착한 실존 인물들을 신격화한 것이라는 스노리의 독특한 해석에 따르고 있으며 노르웨이·스웨덴·덴마크 세 왕국의 정립과 바이킹 원정, 아이슬란드와 그린란드의 발견과 정착, 북아메리카의 발견, 영국과 노르망디의 정복 등에 관한 이야기를 사가 형식으로 기록하였다. 노르웨이의 올라프 성왕에 대한 사가가 전체의 3분의 1 분량을 차지한다.
《헤임스크링글라》의 목차는 다음과 같다.
- 서문 Prologus
- 잉글링가 사가 Ynglinga saga Saga of the Ynglings
- 검은 할프단 사가 Hálfdanar saga svarta Saga of Hálfdan the Black
- 미발왕 하랄드 사가 Haraldar saga hárfagra Saga of Harald Fairhair
- 애설스탠의 양자 하콘 사가 Hákonar saga Aðalsteinsfóstra Saga of Hákon Athelstan's foster-son
- 회색 외투왕 하랄드 사가 Haralds saga gráfeldar Saga of Harald Greycloak
- 올라프 트뤼그바손의 사가 Ólafs saga Tryggvasonar Saga of Ólaf Tryggvason
- 올라프 성왕의 사가 Ólafs saga helga Saga of St. Olaf
- 선량왕 마그누스 사가 Magnúss saga góða Saga of Magnús the good
- 하랄드 시구르다르손 사가 Haralds saga Sigurðarsonar Saga of Harald Sigurðarson
- 고요의 왕 올라프 사가 Ólafs saga kyrra Saga of Ólaf the quiet
- 맨발왕 마그누스 사가 Magnúss saga berfætts Saga of Magnús Barefoot
- 마그누스의 아들들(에이스테인, 시구르드, 올라프) 사가 Magnússona saga Saga of Magnús's sons
- 맹인왕 마그누스와 하랄드 길리 사가 Magnúss saga blinda og Haralds gilla Saga of Magnus the Blind and of Harald Gilli
- 잉이 왕과 그의 형제들 사가 Saga Inga konungs og bræðra hans Saga of King Ingi and his brothers
- 넓은 어깨왕 하콘 사가 Hákonar saga herðibreiðs Saga of Hakon Herdebreid
- 마그누스 엘링손 사가 Magnúss saga Erlingssonar Saga of Magnús Erlingson